# Mark Stein (Anglist)

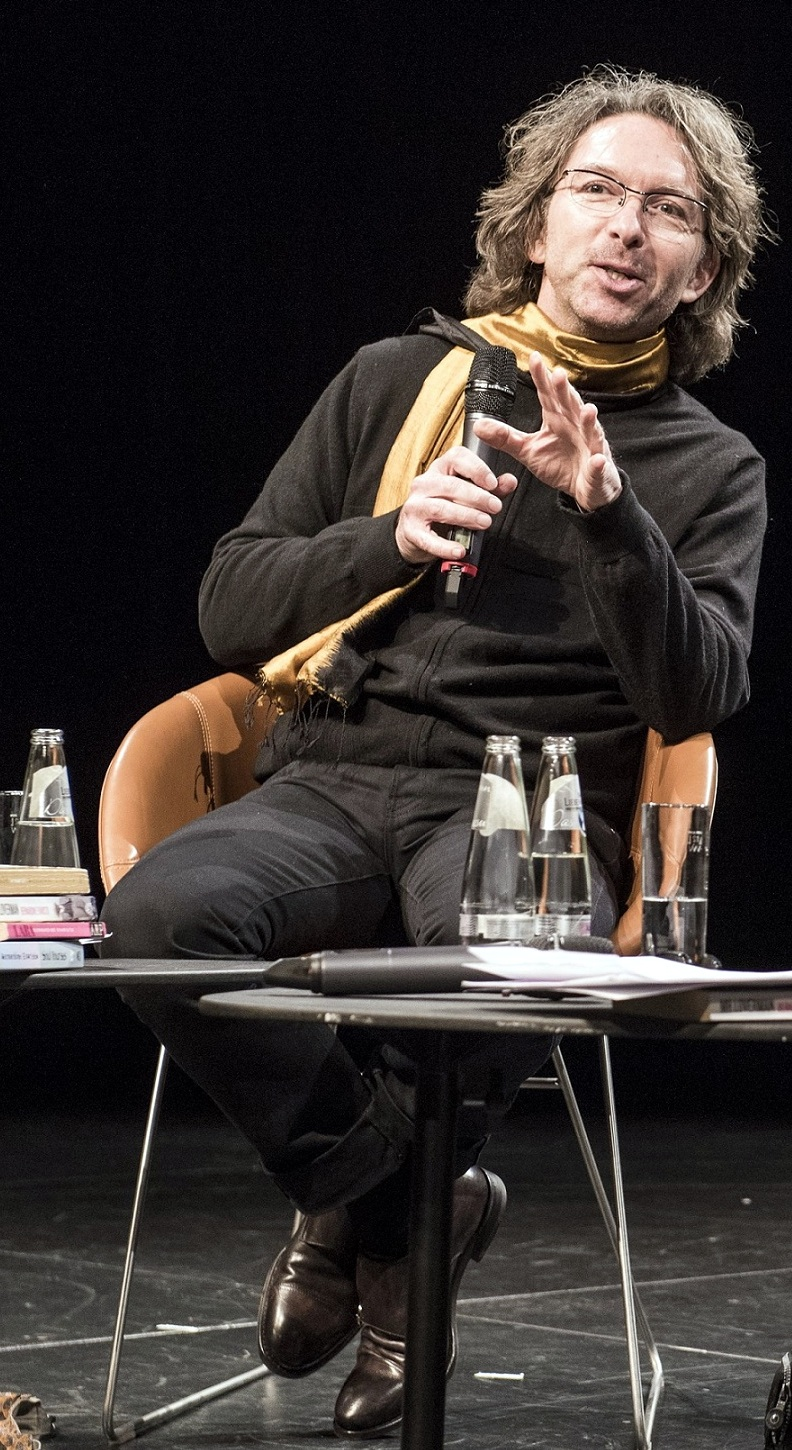
Mark U. Stein (2017)

Mark U. Stein (* 1966 in Köln) ist Anglist und Literatur- und Kulturwissenschaftler. Er ist Inhaber des Lehrstuhls für English Studies (New English Literatures and Media Studies) am Englischen Seminar des Fachbereichs 09 Philologie der Universität Münster.

## Leben
Mark Stein machte nach dem Abitur (1985) eine Berufsausbildung bei Lufthansa (1985–1988) und anschließend Zivildienst (1988–1989). Er studierte 1989–1994 die Fächer Anglistik, Amerikanistik und Politologie in Oxford, Frankfurt am Main und Warwick. Er schloss 1994 mit einem Master of Arts in Warwick (UK) ab.
Danach war Stein bis 2000 Visiting Training Fellow an der University of Kent, Canterbury (UK) und wurde im selben Jahr an der Goethe-Universität Frankfurt promoviert. Anschließend war er als wissenschaftlicher Mitarbeiter an der Universität des Saarlandes beschäftigt. 2001 wurde er an der Ludwig-Maximilians-Universität München Mitglied des DFG-Graduiertenkolleg 718 „Postcolonial Studies“ bei Professor Graham Huggan. 2002 folgte er dem Ruf auf die Juniorprofessur für Theorien außereuropäischer Literaturen und Kulturen: Estudios Culturales am Institut für Anglistik und Amerikanistik sowie am Institut für Romanistik der Universität Potsdam. 2006 verlieh die Universität Potsdam ihm die Venia Legendi für das Fach englische Literaturwissenschaft.
Seit dem Sommersemester 2006 ist Stein Professor für English Studies an der Universität Münster. Seine Forschungsschwerpunkte sind Postkolonialismus, Diaspora, Porosity, Transmigration, Transnationalismus, Translocation, Formen anglophoner kultureller Produktion und Rezeption, African European Studies sowie Kultur- und Literaturtheorien.

## Veröffentlichungen (Auswahl)
- Mit Mita Banerjee, Markus Heide: Postcolonial Passages: Migration and Its Metaphors. In: Zeitschrift für Anglistik und Amerikanistik: A Quarterly of Language, Literature and Culture. 49.3 (2001). Stauffenburg, Tübingen, ISBN 3-86057-836-7.
- Black British Literature: Novels of Transformation. Ohio State University Press, Columbus 2004, ISBN 0-8142-5133-1.
- Mit Susanne Reichl: Cheeky Fictions: Laughter and the Postcolonial. Rodopi, Amsterdam/New York 2005, ISBN 90-420-1995-6. (= Internationale Forschungen zur Allgemeinen und Vergleichenden Literaturwissenschaft, 91).
- Mit C. L. Innes: African Europeans. Special issue of Wasafiri: The Magazine of International Contemporary Writing. 23, 4 (2008). ISSN 1747-1508 (online), ISSN 0269-0055.
- Mit Ulrike Lindner, Maren Möhring, Silke Stroh: Hybrid Cultures – Nervous States. Britain and Germany in a (Post)colonial World. Rodopi, Amsterdam/New York 2010, ISBN 978-90-420-3228-6, ISBN 978-90-420-3229-3 (E-Book). (= Cross/Cultures – Readings in the Post/Colonial Literatures in English, 129).
- Mit Tobias Döring: Edward Said’s Translocations: Essays in Secular Criticism. Routledge, New York 2012, ISBN 978-0-415-88637-6. (= Routledge Research in Postcolonial Literatures, 39).
- Mit Marga Munkelt, Markus Schmitz, Silke Stroh: Postcolonial Translocations: Cultural Representation and Critical Spatial Thinking. Rodopi, Amsterdam/New York 2013, ISBN 978-90-420-3631-4. (= ASNEL Papers, 17).
- Mit Tobias Döring: Edward Said’s Translocations: Essays in Secular Criticism. Routledge, New York 2014, ISBN 978-1-138-85162-7. (= Routledge Research in Postcolonial Literatures, 39).
- Mit Christiane Lütge: Crossovers: Postcolonial Studies and Transcultural Learning. LIT, Zürich 2017, ISBN 978-0-415-88637-6.
- Mit Felipe Espinoza Garrido, Caroline Koegler, Deborah Nyangulu: Locating African European Studies: Interventions, Intersections, Conversations. Routledge, New York 2020, ISBN 978-1-138-59032-8 (= Routledge Studies on African and Black Diaspora, 10).
- Mit Katja Sarkowsky: Ideology in Postcolonial Texts and Contexts. Brill, Leiden 2002, ISBN 978-90-04-42805-8.
- Mit Susheila Nasta: The Cambridge History of Black and Asian British Writing. CUP, Cambridge 2020, ISBN 978-1-108-16414-6.